# Chowdanahalli, Belur
Chowdanahalli là một làng thuộc tehsil Belur, huyện Hassan, bang Karnataka, Ấn Độ.